# Relative Dichte
Die Relative Dichte d, auch spezifische Dichte, ist eine dimensionslose Größe, die den Quotienten zweier Dichten angibt.

## Definition
{\displaystyle d={\frac {\rho }{\rho _{0}}}}
mit
- der Dichte ρ eines betrachteten Stoffes (definiert in DIN 1306 als Masse je Volumen).

Das Formelzeichen ρ0 steht für die Bezugsgröße, auf den die betrachtete Dichte bezogen wird (s. Folgekapitel):
- entweder die Dichte eines Normzustandes des betrachteten Stoffes
- oder (häufiger) die Bezugsdichte eines Bezugsstoffes.

## Verwendung und Bezugsgrößen

### Bei Feststoffen
In der Mineralogie und den Ingenieurwissenschaften sind Dichteangaben meist bezogen auf die Dichte von reinem Wasser im Normzustand bei 3,98 °C. Die Verwendung ist dann von Nutzen, wenn ein Material – z. B. infolge unterschiedlicher Temperaturen – in unterschiedlichen Strukturen vorliegt, z. B. mit größerer oder kleinerer Porosität.

### Bei Flüssigkeiten
Die relative Dichte {\displaystyle d_{T2}^{T1}} ist das Verhältnis der Masse eines bestimmten Volumens einer Flüssigkeit bei der Temperatur T1 zur Masse des gleichen Volumens von Wasser bei der Temperatur T2:
- Eine gängige relative Dichte ist {\displaystyle d_{20}^{20}}, diese beschreibt also die Dichte einer Flüssigkeit bei 20 °C in (z. B. 2 g/cm³) im Verhältnis zur Dichte von Wasser bei 20 °C (ca. 1 g/cm³). Die relative Dichte wäre dann 2, demnach ist die Flüssigkeit, bei 20 °C, doppelt so dicht wie Wasser bei 20 °C.[1]
- Ein weiteres Beispiel ist {\displaystyle d_{4}^{20}}, dieses beschreibt die Dichte einer Flüssigkeit bei 20 °C im Verhältnis zur Dichte von Wasser bei 4 °C,[2] genauer bei 3,98 °C.

### Bei Gasen
Bei Gasen dient die relative Dichte meist dazu, das „Schwereverhältnis“ zu trockener Luft darzustellen. Siehe dazu DIN 1871 (Mai 1999), in der die relative Dichte eines Gases als Quotient aus der Dichte eines Gases und der Dichte trockener Luft bei gleichem Druck und gleicher Temperatur definiert wird:
- ein Gas mit einer relativen Dichte < 1,0 ist leichter als Luft, steigt also nach oben: z. B. Erdgas mit {\displaystyle d=0{,}55\dots 0{,}75}.
- ein Gas mit einer relativen Dichte > 1,0 ist schwerer als Luft und fällt somit nach unten: z. B. Flüssiggas bzw. Propan mit {\displaystyle d\approx 1{,}55}.

Andere häufige Standard-Bezugsdichten (Normale) für Gase sind die Dichten von trockener Luft:
- bei Normalbedingung (Luftdruck 1013,25 mbar und 0 °C): {\displaystyle \rho _{0}=1{,}2931\,\mathrm {\frac {kg}{m^{3}}} } oder
- bei Standardbedingung (1013,25 mbar und 20 °C bzw. 25 °C).